# Carmen Ejogo
Carmen Elizabeth Ejogo  (Kensington, Londres, Inglaterra, 22 de outubro de 1973) é uma atriz e cantora britânica. Ela começou sua carreira na adolescência, em Londres, apresentando de manhã no Seven Network o programa de televisão infantil Saturday Disney (1993-1995). Seus créditos no cinema incluem What's the Worst That Could Happen?, Away We Go, Sparkle, Alex Cross e The Purge: Anarchy.
Carmen apareceu como a ativista dos direitos civis Coretta Scott King em dois filmes: Boycott (2001) e Selma (2014). Enquanto se preparava para o papel em Boycott, ela se encontrou com Coretta e recebeu a bênção dela para sua interpretação.

## Filmografia

### Cinema
| Ano  | Título                                  | Papel                         | Nota                   |
| ---- | --------------------------------------- | ----------------------------- | ---------------------- |
| 1986 | Absolute Beginners                      | Carmen                        |                        |
| 1997 | Metro                                   | Ronnie Tate                   |                        |
| 1998 | I Want You                              | Amber                         |                        |
| 1998 | Os Vingadores                           | Brenda                        |                        |
| 1999 | Tube Tales                              | Garota                        | Segmento: "Steal Away" |
| 2000 | Sally Hemings: An American Scandal      | Sally Hemings                 | Telefilme              |
| 2000 | Love's Labour's Lost                    | Maria                         |                        |
| 2001 | Perfume                                 | Chloe                         |                        |
| 2001 | Boycott                                 | Coretta Scott King            | Telefilme              |
| 2001 | What's the Worst That Could Happen?     | Amber Belhaven                |                        |
| 2004 | Noel                                    | Dra. Batiste                  |                        |
| 2005 | Lackawanna Blues                        | Alean Hudson                  |                        |
| 2007 | M.O.N.Y.                                | Francine Tyson                |                        |
| 2007 | The Brave One                           | Jackie                        |                        |
| 2008 | Pride and Glory                         | Tasha                         |                        |
| 2009 | Away We Go                              | Grace De Tessant              |                        |
| 2012 | Sparkle                                 | Tammy "Sister" Anderson       |                        |
| 2012 | Alex Cross                              | Maria Cross                   |                        |
| 2014 | The Purge: Anarchy                      | Eva Sanchez                   |                        |
| 2014 | Selma                                   | Coretta Scott King            |                        |
| 2015 | Born to Be Blue                         | Jane / Elaine                 |                        |
| 2016 | Fantastic Beasts and Where to Find Them | Presidente Seraphina Picquery |                        |
| 2017 | Alien: Covenant                         | Karine                        |                        |

### Televisão
| Ano       | Título                    | Papel                 | Nota             |
| --------- | ------------------------- | --------------------- | ---------------- |
| 1996      | Cold Lazarus              | Blinda                |                  |
| 1998      | Colour Blind              | Rose-Angela Patterson | 2 episódios      |
| 2006-2007 | Desaparecido              | Turner                | Elenco principal |
| 2008      | Law & Order               | April Lannen          | 1 episódio       |
| 2011      | CHAOS                     | Fay Carson            | Elenco principal |
| 2013      | Zero Hour                 | Rebecca "Beck" Riley  | Elenco principal |
| 2017      | The Girlfriend Experience | Bria Jones            | Elenco principal |